# Anorthodisca caesia
Anorthodisca caesia är en fjärilsart som beskrevs av Paul Dognin 1911. Anorthodisca caesia ingår i släktet Anorthodisca och familjen Uraniidae. Inga underarter finns listade i Catalogue of Life.